# Сандпоінт (Айдахо)
Сандпоінт (англ. Sandpoint) — найбільше місто і окружний центр округу Боннер, штат Айдахо, США. Згідно з переписом 2010 року населення становило 7 365 осіб, що на 530 осіб більше, ніж 2000 року.

## Географія
Сандпоінт розташований за координатами 48°16′51″ пн. ш. 116°33′36″ зх. д. / 48.28083° пн. ш. 116.56000° зх. д. (48.280716, -116.560067).  За даними Бюро перепису населення США в 2010 році місто мало площу 12,42 км², з яких 10,31 км² — суходіл та 2,10 км² — водойми. В 2017 році площа становила 10,88 км², з яких 10,33 км² — суходіл та 0,55 км² — водойми.

### Клімат
| Клімат : Сандпоінт                      | Клімат : Сандпоінт | Клімат : Сандпоінт | Клімат : Сандпоінт | Клімат : Сандпоінт | Клімат : Сандпоінт | Клімат : Сандпоінт | Клімат : Сандпоінт | Клімат : Сандпоінт | Клімат : Сандпоінт | Клімат : Сандпоінт | Клімат : Сандпоінт | Клімат : Сандпоінт | Клімат : Сандпоінт |
| Показник                                | Січ.               | Лют.               | Бер.               | Квіт.              | Трав.              | Черв.              | Лип.               | Серп.              | Вер.               | Жовт.              | Лист.              | Груд.              | Рік                |
| Абсолютний максимум, °C                 | 12,2               | 16,1               | 21,7               | 30,0               | 36,1               | 37,8               | 40,0               | 37,8               | 35,6               | 27,2               | 17,8               | 13,9               | 40,0               |
| Середній максимум, °C                   | 0,2                | 3,3                | 7,9                | 14,0               | 19,1               | 22,9               | 27,7               | 27,2               | 21,4               | 13,9               | 5,3                | 1,2                | 13,7               |
| Середній мінімум, °C                    | −6,5               | −5,1               | −2,4               | 1,1                | 4,6                | 7,7                | 9,2                | 8,3                | 5,0                | 1,1                | −2,1               | −4,9               | 1,3                |
| Абсолютний мінімум, °C                  | −35                | −37,2              | −23,3              | −12,8              | −5,6               | −2,2               | 0,6                | −2,2               | −8,9               | −15,6              | −23,3              | −38,3              | −38,3              |
| Норма опадів, мм                        | 103                | 80                 | 70                 | 53                 | 59                 | 57                 | 25                 | 30                 | 43                 | 67                 | 109                | 116                | 812                |
| Днів з опадами                          | 14                 | 12                 | 12                 | 10                 | 11                 | 10                 | 5                  | 5                  | 7                  | 10                 | 13                 | 15                 | 124,0              |
| --------------------------------------- | ------------------ | ------------------ | ------------------ | ------------------ | ------------------ | ------------------ | ------------------ | ------------------ | ------------------ | ------------------ | ------------------ | ------------------ | ------------------ |
| Джерело: Sandpoint Experimental Station |                    |                    |                    |                    |                    |                    |                    |                    |                    |                    |                    |                    |                    |

## Демографія

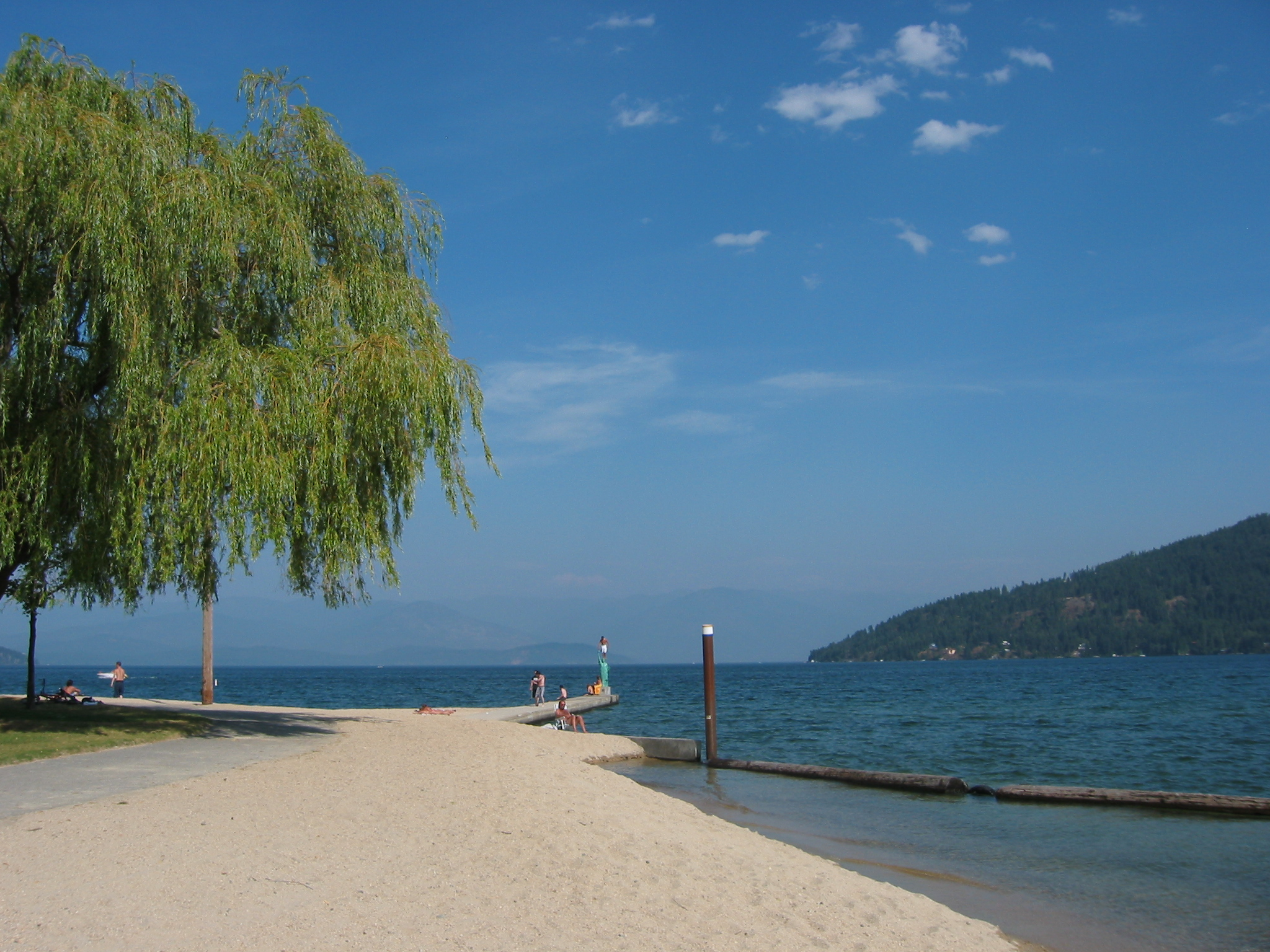
Міський пляж на, Сандпойнт

### Перепис 2010 року
Згідно з переписом 2010 року, у місті проживало 7 365 осіб у 3 215 домогосподарствах у складі 1 811 родин. Густота населення становила 714,5 особи/км². Було 3 769 помешкань, середня густота яких становила 365,6/км². Расовий склад міста: 95,5 % білих, 0,1 % афроамериканців, 0,7 % індіанців, 0,8 % азіатів, 0,5 % інших рас, а також 2,2 % людей, які зараховують себе до двох або більше рас. Іспанці та латиноамериканці незалежно від раси становили 2,9 % населення.
Із 3 215 домогосподарств 29,3 % мали дітей віком до 18 років, які жили з батьками; 39,4 % були подружжями, які жили разом; 12,3 % мали господиню без чоловіка; 4,7 % мали господаря без дружини і 43,7 % не були родинами. 36,3 % домогосподарств складалися з однієї особи, в тому числі 15,1 % віком 65 і більше років. У середньому на домогосподарство припадало 2,20 мешканця, а середній розмір родини становив 2,86 особи.
Середній вік жителів міста становив 38,8 року. Із них 23,3 % були віком до 18 років; 8,1 % — від 18 до 24; 26,2 % від 25 до 44; 25,9 % від 45 до 64 і 16,7 % — 65 років або старші. Статевий склад населення: 46,6 % — чоловіки і 53,4 % — жінки.
Середній дохід на одне домашнє господарство  становив 45 961 долар США (медіана — 31 979), а середній дохід на одну сім'ю — 54 364 долари (медіана — 45 034). Медіана доходів становила 39 563 долари для чоловіків та 26 961 долар для жінок. За межею бідності перебувало 24,3 % осіб, у тому числі 37,7 % дітей у віці до 18 років та 9,3 % осіб у віці 65 років та старших.
Цивільне працевлаштоване населення становило 3275 осіб. Основні галузі зайнятості: освіта, охорона здоров'я та соціальна допомога — 18,9 %, роздрібна торгівля — 18,3 %, виробництво — 13,3 %, мистецтво, розваги та відпочинок — 12,1 %.